# The McDonaldization of Society
The McDonaldization of Society är en bok från 1993 av sociologen George Ritzer, vilken till stor del bygger på några centrala teman hos Max Weber, vilka uppdateras till dagens verklighet. Främst är det Webers beskrivning av det moderna samhället som ett samhälle kännetecknat av "rationalisering" som författaren förhåller sig till. Kopplingen till snabbmatskedjor, såsom McDonalds, blir i det perspektivet att dessa organisatorer enligt Ritzer kommit att spela en stor roll som "organisatoriska krafter" för ökad rationalisering. McDonaldiseringen blir också ett sätt att framhålla den globala likriktningen, eftersom McDonalds-restaurangerna ser praktiskt taget likadana ut världen över. Begreppet McDonaldisering har än i dag samma betydelse, likriktning, och spelar en viss roll inom sociologisk och politisk debatt. 